# Colombiteri
El colombiteri (Colombitherium tolimense) és una espècie extinta de mamífer piroteri de la família dels pirotèrids (o, segons altres classificacions, dels colombitèrids) que visqué a Sud-amèrica durant l'Eocè superior, fa entre 33,9 i 37,2 milions d'anys. Se n'han trobat restes fòssils a Colòmbia. Es tracta de l'única espècie del gènere Colombitherium. L'únic caràcter típic dels piroteris que mostra són les dents molars de tipus bilofodont. El nom genèric Colombitherium significa ‘bèstia de Colòmbia’, mentre que el nom específic tolimense significa ‘de Tolima’.